# Patroni jednostek ludowego Wojska Polskiego
Patroni jednostek ludowego Wojska Polskiego – lista patronów (w tym zbiorowych) jednostek ludowego Wojska Polskiego wraz z wykazem jednostek wojskowych.
| Patron                                  | Jednostka wojskowa                                               |
| --------------------------------------- | ---------------------------------------------------------------- |
| Walery Bagiński i Antoni Wieczorkiewicz | Oficerska Szkoła Uzbrojenia                                      |
| Walery Bagiński i Antoni Wieczorkiewicz | Szkoła Chorążych Służby Uzbrojenia                               |
| Sylwester Bartosik                      | Oficerska Szkoła Radiotechniczna                                 |
| Sylwester Bartosik                      | Wyższa Oficerska Szkoła Radiotechniczna                          |
| Franciszek Bartoszek                    | Poznański pułk OT                                                |
| Józef Bem                               | 1 Warszawska Brygada Artylerii Armat                             |
| Józef Bem                               | 6 Warszawska Brygada Artylerii Armat                             |
| Józef Bem                               | Oficerska Szkoła Artylerii                                       |
| Józef Bem                               | Wyższa Szkoła Oficerska Wojsk Raketowych i Artylerii             |
| Hans Beimler                            | 32 Budziszyński pułk zmechanizowany                              |
| Władysław Broniewski                    | Warszawski pułk OT                                               |
| Marian Buczek                           | Ośrodek Szkolenia Służb Kwatermistrzowskich                      |
| Marian Buczek                           | Wyższa Szkoła Oficerska Służb Kwatermistrzowskich                |
| Stefan Czarniecki                       | Oficerska Szkoła Wojsk Pancernych                                |
| Stefan Czarniecki                       | Wyższa Szkoła Oficerska Wojsk Pancernych                         |
| Wacław Daszkiewicz                      | Ośrodek Szkolenia Służby Inżynieryjno-Budowlanej                 |
| Jan Henryk Dąbrowski                    | 2 Warszawska Dywizja Piechoty                                    |
| Jan Henryk Dąbrowski                    | 2 Warszawska Dywizja Zmechanizowana                              |
| Jarosław Dąbrowski                      | Wojskowa Akademia Techniczna                                     |
| Franciszek Drosik                       | Lwówecki batalion OT                                             |
| Henryk Droździarz                       | Koszaliński pułk OT                                              |
| Stanisław Dziatkiewicz                  | 32 batalion inżynieryjno-budowlany                               |
| Feliks Dzierżyński                      | Wojskowa Akademia Polityczna                                     |
| Feliks Dzierżyński                      | Ośrodek Szkolenia WSW                                            |
| Tadeusz Głąbski                         | Pułk OT miasta Łodzi                                             |
| Bartosz Głowacki                        | 8 Drezdeńska Dywizja Piechoty                                    |
| Bartosz Głowacki                        | 8 Drezdeńska Dywizja Zmechanizowana                              |
| Bartosz Głowacki                        | Krakowski pułk OT                                                |
| Antoni Grabowski                        | 12 pułk kolejowy                                                 |
| Władysław Jakubowski                    | 28 pułk inżynieryjno-budowlany                                   |
| Otokar Jarosz                           | 5 Kołobrzeski pułk zmechanizowany                                |
| Jakub Jasiński                          | Oficerska Szkoła Wojsk Inżynieryjnych                            |
| Jakub Jasiński                          | Wyższa Szkoła Oficerska Wojsk Inżynieryjnych                     |
| Franciszek Jóźwiak                      | 18 Brygada Rakiet Operacyjno-Taktycznych                         |
| Karol Kaczkowski                        | Wojskowy Instytut Higieny i Epidemiologii                        |
| Mieczysław Kalinowski                   | Oficerska Szkoła Wojsk Obrony Przeciwlotniczej                   |
| Mieczysław Kalinowski                   | Wyższa Szkoła Oficerska Wojsk Obrony Przeciwlotniczej            |
| Wojciech Kętrzyński                     | Centrum Szkolenia Specjalistów Artylerii i Radiotechniki         |
| Jan Kiliński                            | 4 Pomorska Dywizja Piechoty                                      |
| Jan Kiliński                            | 4 Pomorska Dywizja Zmechanizowana                                |
| Jan Kiliński                            | Pułk OT miasta Warszawy                                          |
| Leon Koczaski                           | Kielecki pułk OT                                                 |
| Władysław Korczyc                       | 2 Brygada Łączności                                              |
| Tadeusz Kościuszko                      | 1 Warszawska Dywizja Piechoty                                    |
| Tadeusz Kościuszko                      | 1 Warszawska Dywizja Zmechanizowana                              |
| Tadeusz Kościuszko                      | Oficerska Szkoła Wojsk Zmechanizowanych                          |
| Tadeusz Kościuszko                      | Wyższa Szkoła Oficerska Wojsk Zmechanizowanych                   |
| Aleksander Kowalski                     | 29 pułk czołgów                                                  |
| Bolesław Kowalski                       | Oficerska Szkoła Łączności                                       |
| Bolesław Kowalski                       | Wyższa Szkoła Oficerska Wojsk Łączności                          |
| Zbigniew Kozłowski                      | Olsztyński pułk OT                                               |
| Janek Krasicki                          | Oficerska Szkoła Lotnicza                                        |
| Janek Krasicki                          | Wyższa Oficerska Szkoła Lotnicza                                 |
| Aniela Krzywoń                          | Podoficerska Szkoła Łączności SOW                                |
| Ryszard Kulesza                         | 14 batalion rozpoznawczy                                         |
| Bronisław Lachowicz                     | 41 pułk zmechanizowany                                           |
| Leon Lasek                              | Oświęcimski batalion OT                                          |
| Róża Luksemburg                         | Wojskowe Zakłady Motoryzacyjne nr 1                              |
| Stanisław Łańcucki                      | 11 pułk kolejowy                                                 |
| Mieczysław Majchrzak                    | Szczeciński pułk OT                                              |
| Julian Marchlewski                      | Bydgoski pułk OT                                                 |
| Henryk Merecki                          | Ośrodek Szkolenia Podoficerów i Operatorów Maszyn Inżynieryjnych |
| Marceli Nowotko                         | Oficerska Szkoła KBW                                             |
| Marceli Nowotko                         | Podoficerska Szkoła Wojsk Łączności                              |
| Marceli Nowotko                         | Centralny Ośrodek Szkolenia Wojsk Łączności                      |
| Michał Okurzały                         | 2 Ośrodek Rozpoznania Radioelektronicznego                       |
| Józef Paczkowski                        | 2 Berliński pułk zmechanizowany                                  |
| Władysław Pietrusiak                    | 1 pułk rozpoznania radioelektronicznego                          |
| Stanisław Popławski                     | Centrum Doskonalenia Oficerów                                    |
| Konstanty Rokossowski                   | 20 Warszawska Dywizja Pancerna                                   |
| Jan Sławiński                           | 3 Lubelski pułk WOWewn.                                          |
| Alfred Sofka                            | 31 pułk inżynieryjno-budowlany                                   |
| Włodzimierz Steyer                      | 9 Flotylla Obrony Wybrzeża                                       |
| Bolesław Szarecki                       | Wojskowa Akademia Medyczna                                       |
| Aleksander Szymański                    | Lubelski pułk OT                                                 |
| Czesław Szymański                       | Łódzki pułk OT                                                   |
| Karol Świerczewski                      | Akademia Sztabu Generalnego                                      |
| Karol Świerczewski                      | Rzeszowski pułk OT                                               |
| Romuald Traugutt                        | 3 Pomorska Dywizja Piechoty                                      |
| Romuald Traugutt                        | 3 Pomorska Dywizja Zmechanizowana                                |
| Ludwik Waryński                         | Oficerska Szkoła Polityczna                                      |
| Wanda Wasilewska                        | Wojskowy Instytut Historyczny                                    |
| Aleksander Waszkiewicz                  | 5 Saska Dywizja Pancerna                                         |
| Aleksander Waszkiewicz                  | Oficerska Szkoła Samochodowa                                     |
| Aleksander Waszkiewicz                  | Wyższa Oficerska Szkoła Samochodowa                              |
| Józef Wieczorek                         | 15 pułk czołgów                                                  |
| Wasyl Wojczenko „Saszka”                | Opatowski batalion OT                                            |
| Helena Wolf                             | Wojskowe Sanatorium w Busku-Zdroju                               |
| Walery Wróblewski                       | Białostocki pułk OT                                              |
| Walery Wróblewski                       | Techniczna Oficerska Szkoła Wojsk Lotniczych                     |
| Michał Wójtowicz                        | Techniczna Szkoła Wojsk Lotniczych                               |
| Józef Wybicki                           | Gdański pułk OT                                                  |
| Władysław Wysocki                       | 1 Praski pułk zmechanizowany                                     |
| Stepan Vajda                            | Strażnica WOP w Porajewie                                        |
| Aleksander Zawadzki                     | Katowicka Brygada OT                                             |
| Stanisław Ziaja                         | Oficerska Szkoła Wojsk Chemicznych                               |
| Stanisław Ziaja                         | Wyższa Oficerska Szkoła Wojsk Chemicznych                        |
| Franciszek Zubrzycki                    | Ośrodek Szkolenia Specjalistów Morskich                          |
| Stefan Żbikowski                        | 1 Mazowiecka Brygada WOWew.                                      |
| Franciszek Żwirko i Stanisław Wigura    | Oficerska Szkoła Lotnicza nr 5                                   |
| Franciszek Żwirko i Stanisław Wigura    |                                                                  |

| Patron                                | Jednostka wojskowa                             |
| ------------------------------------- | ---------------------------------------------- |
| Armia Ludowa                          | 12 Dywizja Zmechanizowana                      |
| Batalion im. Czwartaków               | 1 Warszawska Brygada Zmotoryzowana             |
| Bohaterowie Armii Radzieckiej         | 10 Sudecka Dywizja Pancerna                    |
| Bohaterowie Kępy Oksywskiej           | 34 pułk lotnictwa myśliwskiego                 |
| Bohaterowie Westerplatte              | 1 Warszawski pułk czołgów                      |
| Bohaterowie Westerplatte              | Wyższa Szkoła Marynarki Wojennej               |
| Dąbrowszczacy                         | 26 pułk czołgów średnich                       |
| Gwardia Ludowa                        | 15 Dywizja Zmechanizowana                      |
| Gwardziści Ludowi Warszawy            | 35 pułk czołgów                                |
| Ludowi Partyzanci Ziemi Chrzanowskiej | Chrzanowski batalion OT                        |
| Ludowi Partyzanci Ziemi Iłżeckiej     | Starachowicki batalion OT                      |
| Ludowi Partyzanci Ziemi Kieleckiej    | 4 pułk zmechanizowany                          |
| Ludowi Partyzanci Ziemi Krakowskiej   | 2 pułk lotnictwa myśliwskiego                  |
| Ludowi Partyzanci Ziemi Lubelskiej    | 45 pułk zmechanizowany                         |
| Ludowi Partyzanci Ziemi Śląskiej      | 10 batalion powietrznodesantowy                |
| Niemieccy Bojownicy Antyfaszystowscy  | 26 pułk czołgów                                |
| Niemieccy Bojownicy Antyfaszystowscy  | 27 pułk czołgów                                |
| Obrońcy Kłecka                        | Podoficerska Szkoła Artylerii Przeciwpancernej |
| Obrońcy Modlina                       | 3 pułk mostowy                                 |
| Obrońcy Poczty Polski                 | 2 pułk budownictwa łączności                   |
| Obrońcy Wybrzeża                      | 4 Brygada Artylerii OPK                        |
| Osadnicy Ziemi Dolnośląskiej          | 11 pułk lotnictwa myśliwskiego                 |
| Powstańcy Śląscy                      | 13 Dywizja Artylerii OPK                       |
| Robotnicze Bataliony Obrony Warszawy  | 12 pułk drogowo-eksploatacyjny                 |
| Rodzina Nalazków                      | Podoficerska Szkoła Zawodowa                   |